# Brendan Fraser

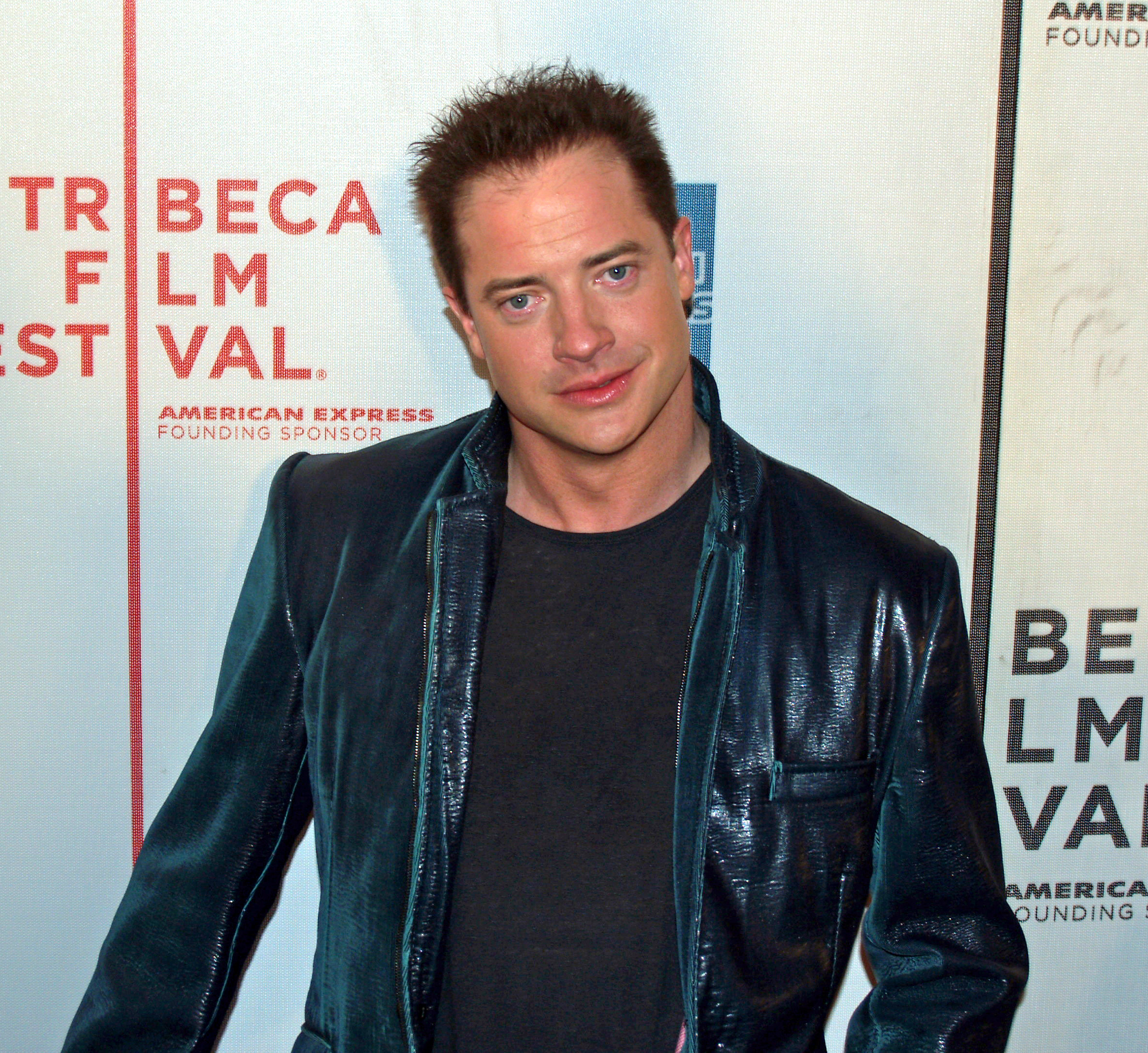
Aktor na Festiwalu Filmowym Tribeca, 2007 rok

Brendan James Fraser (ur. 3 grudnia 1968 w Indianapolis) – kanadyjsko-amerykański aktor filmowy i telewizyjny. Podczas 95. ceremonii wręczenia Oscarów otrzymał nagrodę w kategorii najlepszy aktor pierwszoplanowy w filmie Wieloryb.

## Życiorys

### Wczesne życie
Urodził się w Indianapolis, w stanie Indiana jako syn Kanadyjki francuskiego pochodzenia Carol (z domu Genereux) i Petera Frasera, oficera służby Kanadyjskiej Instytucji Rządowej Turystyki, w dzieciństwie często zmieniał miejsce zamieszkania. Wraz z trójką braci (Kevinem, Seanem i Reganem) dorastał więc m.in. w Detroit, Ottawie, w stanie Michigan, Szwajcarii, Holandii, Rzymie, Teksasie, Hollywood i Los Angeles. Uczęszczał do Upper Canada College w Toronto. Po obejrzeniu spektaklu na West End w Londynie, zainteresował się teatrem. Ukończył studia aktorskie w Cornish College of the Arts w Seattle, w stanie Waszyngton.

### Kariera
Debiutował na dużym ekranie w melodramacie komediowym Amerykańskie psy (Dogfight, 1991). Następnie wcielił się w postać Linka, robiącego karierę w szkole jaskiniowca wykopanego przez dwóch nastolatków w kasowej komedii fantasy Jaskiniowiec z Kalifornii (Encino Man, 1992). W dramacie sportowym Więzy Przyjaźni/Barwy uczelni św. Mateusza (School Ties, 1992) zagrał jednego z uczniów elitarnej szkoły, a jego ekranowymi partnerami byli: Matt Damon, Ben Affleck i Chris O’Donnell.
W filmie Pani Winterbourne (Mrs. Winterbourne, 1996) z Shirley MacLaine wystąpił w podwójnej roli braci bliźniaków Winterbourn. Odniósł sukces jako tytułowy współczesny Tarzan szalejący po ulicach Nowego Jorku i San Francisco w filmie George prosto z drzewa (George of the Jungle, 1997). Rola artysty lalkarza ulicznego w San Antonio, który śni o swojej jedynej w komediowym melodramacie fantasy Jakoś leci/Jeszcze oddycha (Still Breathing, 1997) przyniosła mu nagrodę Złotej Astronautycznej Iglicy dla najlepszego aktora na międzynarodowym festiwalu filmowym w Seattle.
Międzynarodową sławę zdobył jako wielbiciel przygód Rick O’Connell, w trylogii kasowego przeboju Mumia (The Mummy, 1999), Mumia powraca (The Mummy Returns, 2001) i Mumia: Grobowiec cesarza smoka (The Mummy: Tomb of the Dragon Emperor, 2008).

## Życie prywatne
Ma podwójne obywatelstwo – kanadyjskie i amerykańskie.
Od października 1997 spotykał się z Afton Smith, którą poślubił 27 września 1998. Mają trzech synów – Griffina Arthura (ur. 17 września 2002), Holdena Fletchera (ur. 16 sierpnia 2004) i Lelanda (ur. 2 maja 2006 w Cedars-Sinai Medical Center w Los Angeles). 17 kwietnia 2008 wzięli rozwód.

## Filmografia
| Filmy |                                       |                                |                                       |                                 |                     |
| Rok   | Tytuł oryginalny                      | Tytuł polski                   | Rola                                  | Uwagi                           | Źr                  |
| 1991  | Dogfight                              | Amerykańskie psy               | marynarz                              | debiut filmowy                  | [ 4 ] [ 9 ]         |
| 1992  | Encino Man                            | Jaskiniowiec z Kalifornii      | Linkovich „Link” Chomovsky            |                                 | [ 4 ] [ 10 ] [ 11 ] |
| 1992  | School Ties                           | Więzy przyjaźni                | David Greene                          |                                 | [ 4 ] [ 10 ]        |
| 1993  | Twenty Bucks                          | Dwadzieścia dolców             | Sam Mastrewski                        |                                 | [ 4 ] [ 9 ]         |
| 1993  | Son in Law                            | Szalony zięć                   | Link                                  | cameo, niewymieniony w napisach | [ 4 ] [ 11 ]        |
| 1993  | Younger and Younger                   | Younger i Younger              | Winston Younger                       |                                 | [ 4 ] [ 9 ]         |
| 1994  | With Honors                           | Z honorami                     | Monty Kessler                         |                                 | [ 9 ] [ 10 ]        |
| 1994  | Airheads                              | Odlotowcy                      | Chester „Chazz Darby” Ogilvie         |                                 | [ 4 ] [ 9 ] [ 10 ]  |
| 1994  | In the Army Now                       | Służba nie drużba              | Link                                  | cameo, niewymieniony w napisach | [ 4 ] [ 9 ] [ 11 ]  |
| 1994  | The Scout                             | Selekcjoner                    | Steve Nebraska                        |                                 | [ 4 ] [ 9 ]         |
| 1995  | The Passion of Darkly Noon            | Las namiętności                | Darkly Noon                           |                                 | [ 4 ] [ 9 ]         |
| 1995  | Now and Then                          | Koniec niewinności             | żołnierz wracający z Wietnamu         | niewymieniony w napisach        | [ 9 ] [ 12 ]        |
| 1996  | Kids in the Hall: Brain Candy         | Pigułka szczęścia              | pacjent                               | cameo, niewymieniony w napisach | [ 4 ] [ 9 ]         |
| 1996  | Mrs. Winterbourne                     | Pani Winterbourne              | Bill Winterbourne / Hugh Winterbourne |                                 | [ 9 ] [ 10 ]        |
| 1996  | Glory Daze                            | Ostatni dzwonek                | Doug                                  | cameo                           | [ 4 ] [ 9 ]         |
| 1997  | The Twilight of the Golds             | –                              | David Gold                            |                                 | [ 9 ] [ 13 ]        |
| 1997  | George of the Jungle                  | George prosto z drzewa         | George                                |                                 | [ 4 ] [ 9 ] [ 14 ]  |
| 1998  | Still Breathing                       | Jakoś leci                     | Fletcher McBracken                    |                                 | [ 4 ] [ 9 ]         |
| 1998  | Gods and Monsters                     | Bogowie i potwory              | Clayton Boone                         |                                 | [ 9 ] [ 10 ]        |
| 1999  | Blast from the Past                   | Atomowy amant                  | Adam Webber                           |                                 | [ 9 ] [ 10 ]        |
| 1999  | The Mummy                             | Mumia                          | Rick O’Connell                        |                                 | [ 9 ] [ 10 ]        |
| 1999  | Dudley Do-Right                       | Dudley Doskonały               | Dudley Do-Right                       |                                 | [ 4 ] [ 9 ]         |
| 2000  | Bedazzled                             | Zakręcony                      | Elliot Richards                       |                                 | [ 9 ] [ 10 ]        |
| 2000  | Sinbad: Beyond the Veil of Mists      | –                              | Sinbad (głos)                         |                                 | [ 4 ] [ 9 ]         |
| 2001  | Monkeybone                            | Małpiszon                      | Stu Miley                             |                                 | [ 2 ] [ 9 ]         |
| 2001  | The Mummy Returns                     | Mumia powraca                  | Rick O’Connell                        |                                 | [ 9 ] [ 10 ]        |
| 2002  | The Quiet American                    | Spokojny Amerykanin            | Alden Pyle                            |                                 | [ 9 ] [ 10 ]        |
| 2003  | Dickie Roberts: Former Child Star     | Dickie Roberts: Kiedyś gwiazda | (on sam)                              | cameo, niewymieniony w napisach | [ 4 ] [ 9 ]         |
| 2003  | Looney Tunes: Back in Action          | Looney Tunes znowu w akcji     | DJ Drake / Diabeł tasmański (głosy)   |                                 | [ 2 ] [ 9 ]         |
| 2004  | Crash                                 | Miasto gniewu                  | Rick                                  |                                 | [ 9 ] [ 10 ]        |
| 2006  | Journey to the End of the Night       | Podróż do końca nocy           | Paul                                  |                                 | [ 2 ] [ 9 ]         |
| 2006  | The Last Time                         | Ostatni raz                    | Jamie Bashant                         |                                 | [ 2 ] [ 9 ]         |
| 2007  | The Air I Breathe                     | Odwrócić przeznaczenie         | Pleasure                              |                                 | [ 4 ] [ 9 ]         |
| 2008  | Journey to the Center of the Earth    | Podróż do wnętrza Ziemi        | prof. Trevor Anderson                 |                                 | [ 2 ] [ 9 ]         |
| 2008  | The Mummy: Tomb of the Dragon Emperor | Mumia: Grobowiec cesarza smoka | Rick O’Connell                        |                                 | [ 9 ] [ 15 ]        |
| 2008  | Inkheart                              | Atramentowe serce              | Mortimer „Mo” Folchart                |                                 | [ 2 ] [ 9 ]         |
| 2009  | G.I. Joe: The Rise of Cobra           | G.I. Joe: Czas Kobry           | sierżant Stone                        | cameo, niewymieniony w napisach | [ 4 ] [ 9 ]         |
| 2010  | Extraordinary Measures                | Środki nadzwyczajne            | John Crowley                          |                                 | [ 9 ] [ 16 ]        |
| 2010  | Furry Vengeance                       | Zemsta futrzaków               | Dan Sanders                           |                                 | [ 9 ] [ 17 ]        |
| 2012  | Stand Off                             | Rozbój w Belfaście             | Joe Maguire                           |                                 | [ 2 ] [ 9 ]         |
| 2013  | Escape from Planet Earth              | Rodzinka nie z tej Ziemi       | Scorch Supernova (głos)               |                                 | [ 2 ] [ 9 ]         |
| 2013  | A Case of You                         | Wymarzony                      | Tony                                  |                                 | [ 2 ] [ 9 ]         |
| 2013  | Hair Brained                          | Główka pracuje                 | Leo Searly                            |                                 | [ 9 ] [ 18 ]        |
| 2013  | Pawn Shop Chronicles                  | Kroniki lombardu               | Ricky Baldoski                        |                                 | [ 9 ] [ 19 ]        |
| 2013  | Breakout                              | Trzebież                       | Jack Damson                           |                                 | [ 9 ]               |
| 2013  | Gimme Shelter                         | –                              | Tom Fitzpatrick                       |                                 | [ 2 ] [ 9 ]         |
| 2014  | The Nut Job                           | Gang Wiewióra                  | Grayson (głos)                        |                                 | [ 2 ] [ 9 ]         |
| 2019  | The Poison Rose                       | Zatruta róża                   | dr Miles Mitchell                     |                                 | [ 2 ] [ 9 ]         |
| 2019  | Line of Descent                       | –                              | Charlie „Charu” Jolpin                |                                 | [ 2 ] [ 9 ]         |
| 2020  | The Secret of Karma                   | –                              | Animus/Ronay                          |                                 | [ 9 ] [ 20 ]        |
| 2021  | No Sudden Move                        | Bez gwałtownych ruchów         | Doug Jones                            |                                 | [ 9 ] [ 21 ] [ 22 ] |
| 2022  | The Whale                             | Wieloryb                       | Charlie                               |                                 | [ 9 ] [ 10 ] [ 23 ] |

| Produkcje telewizyjne |                                   |                                       |                                                        |                                 |              |
| Rok                   | Tytuł oryginalny                  | Tytuł polski                          | Rola                                                   | Uwagi                           | Źr           |
| 1991                  | My Old School                     | Moja starsza szkoła                   | Chevy                                                  | film krótkometrażowy            | [ 4 ] [ 9 ]  |
| 1991                  | Child of Darkness, Child of Light | Dziecię ciemności, dziecię światłości | przyjaciel Johna                                       | film telewizyjny                | [ 4 ] [ 9 ]  |
| 1991                  | Guilty Until Proven Innocent      | Dowody winy                           | Bobby McLaughlin                                       | film telewizyjny                | [ 4 ] [ 9 ]  |
| 1995                  | Fallen Angels                     | Upadłe anioły                         | Johnny Lamb                                            | odcinek: „The Professional Man” | [ 9 ]        |
| 1997                  | Duckman: Private Dick/Family Man  | –                                     | Sammons Cagle (głos)                                   | odcinek: „Dammit, Hollywood”    | [ 9 ]        |
| 1997, 1999            | Saturday Night Live               | –                                     | gospodarz                                              | 2 odcinki                       | [ 2 ]        |
| 1998                  | The Simpsons                      | Simpsonowie                           | Brad (głos)                                            | odcinek: „King of the Hill”     | [ 9 ]        |
| 2000, 2005            | King of the Hill                  | Bobby kontra wapniaki                 | David Kalaiki-Ali / Irv Bennet / Jimmy Beardon (głosy) | 2 odcinki                       | [ 9 ]        |
| 2002, 2004            | Scrubs                            | Hoży doktorzy                         | Ben Sullivan                                           | 3 odcinki                       | [ 9 ]        |
| 2009                  | Wishology                         | Wróżkowie chrzestni: Trylogia życzeń  | Turbo Thunder (głos)                                   | filmy telewizyjne               | [ 9 ]        |
| 2015                  | Texas Rising                      | Texas Rising - Narodziny Republiki    | Billy Anderson                                         | 5 odcinków                      | [ 9 ]        |
| 2016–2017             | The Affair                        | –                                     | John Gunther                                           | 6 odcinków                      | [ 9 ]        |
| 2017                  | Nightcap                          | –                                     | (on sam)                                               | odcinek: „Poop Show”            | [ 9 ]        |
| 2018                  | Trust                             | –                                     | James Fletcher Chase                                   | 8 odcinków                      | [ 9 ] [ 19 ] |
| 2018                  | Condor                            | Trzy dni Kondora                      | Nathan Fowler                                          | 7 odcinków                      | [ 9 ] [ 24 ] |
| 2018                  | Titans                            | –                                     | Cliff Steele (głos)                                    | odcinek: „Doom Patrol”          | [ 9 ]        |
| 2019–2023             | Doom Patrol                       | –                                     | Cliff Steele / Robotman                                | 40 odcinków                     | [ 9 ] [ 25 ] |
| 2020                  | Professionals                     | –                                     | Peter Swann                                            | 10 odcinków                     | [ 9 ] [ 26 ] |

| Gry wideo |                                       |              |                       |       |       |
| Rok       | Tytuł oryginalny                      | Tytuł polski | Rola                  | Uwagi | Źr    |
| 2008      | The Mummy: Tomb of the Dragon Emperor | –            | Rick O’Connell (głos) |       | [ 9 ] |